# Гней Папирий Карбон (консул 113 пр.н.е.)
Вижте пояснителната страница за други личности с името Гней Папирий Карбон.
Гней Папирий Карбон (на латински: Gnaeus Papirius Carbo) e политик на Римската републуика през 2 век пр.н.е.

## Биография
Произлиза от плебейския клон Карбон на фамилията Папирии, стара римска патрицианска фамилия. Син е на претора от 168 пр.н.е. Гай Папирий Карбон и по-малък брат на Гай Папирий Карбон (консул 120 пр.н.е.).
През 116 пр.н.е. e претор и след това управител в Азия. През 113 пр.н.е. е избран за консул заедно с Гай Цецилий Метел Капрарий и води боеве с кимврите на Алпите и губи в битката при Норея. През 112 пр.н.е. е съден за неуспехите си от Марк Антоний Оратор, дядото на триумвир Марк Антоний. Той се отровя с витриол (atramentum sutorium).

## Деца
- Гней Папирий Карбон (три пъти консул)
- Гай Папирий Карбон (убит 80 пр.н.е. от своите войници с камъни)